# Hugo Achugar
	Hugo José Achugar Ferrari (Montevideo, 23 de enero de 1944) es un escritor, crítico literario y profesor uruguayo.

## Biografía
Estudió en la Escuela y Liceo Elbio Fernández.
Egresado del Instituto de Profesores Artigas (IPA) en Literatura, ejerció la docencia en la enseñanza secundaria hasta que, destituido por la dictadura, viajó a Venezuela y trabajó  como investigador en el Centro de Estudios Latinoamericanos Rómulo Gallegos en Caracas. 
Ha sido profesor universitario en Venezuela, Estados Unidos y Uruguay. Fue profesor en la Universidad del Noroeste, Illinois, y en la Universidad de Miami. Entre 1988 y 2010 fue profesor de Literatura Latinoamericana en la Facultad de Humanidades y Ciencias de la Educación en la Universidad de la República. De 2008 a 2015 se desempeñó como Director Nacional de Cultura del Ministerio de Educación y Cultura de Uruguay.
Además de numerosas obras de poesía, escribió ensayos sobre la dimensión social de los fenómenos artísticos y en general culturales. También publicó dos novelas, una de ellas bajo el heterónimo Juana Caballero. Achugar ha tenido varios reconocimientos por sus obras. En 1996 recibió el Premio Bartolomé Hidalgo por La biblioteca de Ruinas, así como premios del Ministerio uruguayo de Educación y Cultura (MEC), la Feria Nacional de Libros y Grabados y la Intendencia de Montevideo.

## Obra
- 1968, El derrumbe
- 1971, Con bigote triste
- 1973, Mi país / mi casa
- 1976, Textos para decir María
- 1987, Seis mariposas tropicales
- 1987, Las mariposas tropicales
- 1989, Todo lo que es sólido se disuelve en el aire
- 1991, Orfeo en el salón de la memoria
- 1995,Cañas de la India (novela, con el heterónimo Juana Caballero)
- 1996, El cuerpo del Bautista
- 2000, Falsas memorias: Blanca Luz Brum novela
- 2006, Hueso quevrado
- 2012, incorrección
- 2016, Los pasados del presente
- 2019, Demoliciones
- 2024, "De qué va"

### Ensayos y crticas
- 1979 Ideologías y estructuras narrativas en José Donoso (1950-1970)
- 1986, Poesía y sociedad (Uruguay, 1880-1911)
- 1992, La balsa de la Medusa
- 1994, La biblioteca en ruinas: reflexiones culturales desde la periferia
- 2004, Planetas sin boca. Escritos efímeros sobre arte, cultura, y literatura
- 2019, Habla el Huérfano
- 2020, Piedra, papel o tijera. Sobre cultura y literatura en América Latina.
- 2023, Caballo de Troya. Sobre relatos y olvidos. (ensayo publicado también en Brasil, Fundación Darcy Ribeiro)

## Premio
- 1968, "El derrumbe" (primer premio en el concurso de Ediciones de la Banda Oriental, categoría Poesía).
- 1970, Primer premio compartido con Washington Benavides en Poesía ("El Derrumbe") por el Ministerio de Educación y Cultura.
- 1973, "Mi país/mi casa" Primer premio en Poesía de la Feria del Libro y el Grabado de Montevideo.
- 1992, "Todo lo que es sólido se disuelve en el aire". Premio Nacional de Poesía, por el Ministerio de Educación y Cultura.
- 1996, Premio Bartolomé Hidalgo por la Cámara Uruguaya del Libro por "La Biblioteca en ruinas".
- 2006, Premio Único en Ensayo en Arte por "Planetas sin boca" compartido con Corium Aharonian por el Ministerio de Educación y Cultura.
- 2014, Premio Legión del Libro por la Cámara Uruguaya del Libro.[4]
- 2019, Premio Morosoli en Poesía.
- 2021, Premio Bartolomé Hidalgo a la Trayectoria.
- 2021, Primer Premio Poesía (2019) del Ministerio de Educación y Cultura por "Demoliciones".
- 2021, Premio Único Ensayo (2019-2020) en Ensayo Literario del Ministerio de Educación y Cultura por "Piedra, papel o tijera. Sobre cultura y literatura en América Latina".
- 2024, Gran Premio Nacional a la Labor Intelectual del Ministerio de Educación y Cultura.[5]
- 2024, Premio Bartolomé Hidalgo de la Cámara Uruguaya del Libro por De que va.[6]